# Gärssjön, Södermanland
Gärssjön är en sjö i Gnesta kommun i Södermanland och ingår i Trosaåns huvudavrinningsområde. Sjön är 1,7 meter djup, har en yta på 0,102 kvadratkilometer och är belägen 18,6 meter över havet.

## Delavrinningsområde
Gärssjön ingår i det delavrinningsområde (653709-159308) som SMHI kallar för Utloppet av Sillen. Medelhöjden är 30 meter över havet och ytan är 68,54 kvadratkilometer. Räknas de 68 avrinningsområdena uppströms in blir den ackumulerade arean 541,84 kvadratkilometer. Avrinningsområdets utflöde Trosaån (Sättraån) mynnar i havet. Avrinningsområdet består mestadels av skog (47 procent) och jordbruk (23 procent). Avrinningsområdet har 10,89 kvadratkilometer vattenytor vilket ger det en sjöprocent på 15,9 procent. Bebyggelsen i området täcker en yta av 1,28 kvadratkilometer eller 2 procent av avrinningsområdet.